# William Toby White
William Toby White (* 1977) ist ein australischer Ichthyologe. Seine Forschungsinteressen gelten der Molekularsystematik, Biogeografie, Morphologie und Ökologie von Haien und Rochen in der Teilklasse der Plattenkiemer (Elasmobranchii) sowie der Taxonomie und Biogeografie von indopazifischen Knochenfischen.

## Leben
White erwarb 1997 den Bachelor mit Auszeichnung und 2003 seinen Doktortitel in den Biowissenschaften an der Murdoch University in Perth, Western Australia. In seiner Doktorarbeit mit dem Titel Aspects of the biology of elasmobranchs in a subtropical embayment in Western Australia and of chondrichthyan fisheries in Indonesia unter der Leitung von Ian Ceasar Potter untersuchte er zum einen die räumliche Verteilung der Nahrungsressourcen, die Hai- und Rochenarten in der Shark Bay (vor der Westküste Australiens) zur Verfügung stehen, und zum anderen die relativen Häufigkeiten von Hai- und Rochenarten, die vor der Küste Südost-Indonesiens gefangen werden. In seiner Postdoc-Phase von 2004 bis 2006 forschte er ebenfalls an der Murdoch University.
Seit 2006 ist White als Ichthyologe an der Australian National Fish Collection tätig, die Teil der CSIRO Marine and Atmospheric Research Facility in Hobart, Tasmanien, ist.
Ein weiteres Forschungsgebiet ist das Fischereimanagement in Entwicklungsländern, insbesondere in Papua-Neuguinea und dem indonesischen Archipel. Seit 2011 ist er Redakteur bei der Fachzeitschrift Ichthyological Research.
White veröffentlichte über 240 Schriften, in denen er mehr als 70 Hai- und Rochenarten sowie neun Knochenfischarten beschrieb. 2019 beschrieb er in Zusammenarbeit mit Peter M. Kyne und Mark Harris die Art Carcharhinus obsoletus aus der Familie der Requiemhaie. Diese wurde seit 1934 nicht mehr gesichtet und gilt als möglicherweise ausgestorben.

## Dedikationsnamen
Franz Uiblein beschrieb 2021 die Meerbarbenart Upeneus willwhite zu Ehren von William Toby White.

## Erstbeschreibungen von William Toby White

### Plattenkiemer
- Aetobatus narutobiei White, Furumitsu & Yamaguchi, 2013
- Aetomylaeus caeruleofasciatus White, Last & Baje, 2015
- Akheilos White, Fahmi & Weigmann, 2019
- Akheilos suwartanai White, Fahmi & Weigmann, 2019
- Apristurus bucephalus White, Last & Pogonoski, 2008
- Apristurus yangi White, Mana & Naylor, 2017
- Atelomycterus baliensis White, Last & Dharmadi, 2005
- Atelomycterus erdmanni Fahmi & White, 2015
- Brevitrygon javaensis (Last & White, 2013)
- Carcharhinus humani White & Weigmann, 2014
- Carcharhinus obsoletus White, Kyne & Harris, 2019
- Centrophorus lesliei White, Ebert & Naylor, 2017
- Centrophorus longipinnis White, Ebert & Naylor, 2017
- Centrophorus westraliensis White, Ebert & Compagno, 2008
- Centrophorus zeehaani White, Ebert & Compagno, 2008
- Cephaloscyllium albipinnum Last, Motomura & White, 2008
- Cephaloscyllium cooki Last, Séret & White, 2008
- Cephaloscyllium hiscosellum White & Ebert, 2008
- Cephaloscyllium pictum Last, Séret & White, 2008
- Cephaloscyllium signourum Last, Séret & White, 2008
- Cephaloscyllium speccum Last, Séret & White, 2008
- Cephaloscyllium variegatum Last & White, 2008
- Cephaloscyllium zebrum Last & White, 2008
- Cirrhigaleus australis White, Last & Stevens, 2007
- Dentiraja healdi (Last, White & Pogonoski, 2008)
- Dipturus acrobelus Last, White & Pogonoski, 2008
- Dipturus apricus Last, White & Pogonoski, 2008
- Dipturus melanospilus Last, White & Pogonoski, 2008
- Dipturus queenslandicus Last, White & Pogonoski, 2008
- Etmopterus samadiae White, Ebert, Mana & Corrigan, 2017
- Figaro striatus Gledhill, Last & White, 2008
- Galeus corriganae White, Mana & Naylor, 2016
- Glyphis fowlerae Compagno, White & Cavanagh, 2010
- Glyphis garricki Compagno, White & Last, 2008
- Halaelurus maculosus White, Last & Stevens, 2007
- Halaelurus sellus White, Last & Stevens, 2007
- Hemigaleus australiensis White, Last & Compagno, 2005
- Hemitriakis indroyonoi White, Compagno & Dharmadi, 2009
- Hemitrygon longicauda (Last & White, 2013)
- Hemitrygon parvonigra (Last & White, 2008)
- Himantura australis Last, White & Naylor, 2016
- Mustelus ravidus White & Last, 2006
- Mustelus stevensi White & Last, 2008
- Mustelus walkeri White & Last, 2008
- Mustelus widodoi White & Last, 2006
- Mustelus andamanensis White, Arunrugstichai & Naylor, 2021
- Narcine baliensis Carvalho & White, 2016
- Neotrygon australiae Last, White & Serét, 2016
- Neotrygon caeruleopunctata Last, White & Serét, 2016
- Neotrygon ningalooensis Last, White & Puckridge, 2010
- Neotrygon orientale Last, White & Serét, 2016
- Neotrygon picta Last & White, 2008
- Notoraja sereti White, Last & Mana, 2017
- Orectolobus leptolineatus Last, Pogonoski & White, 2010
- Orectolobus reticulatus Last, Pogonoski & White, 2008
- Platyrhina psomadakisi White & Last, 2016
- Pristiophorus delicatus Yearsley, Last & White, 2008
- Rhinobatos jimbaranensis Last, White & Fahmi, 2006
- Rhinobatos manai White, Last & Naylor, 2016
- Rhinobatos penggali Last, White & Fahmi, 2006
- Squalus albifrons Last, White & Stevens, 2007
- Squalus altipinnis Last, White & Stevens, 2007
- Squalus chloroculus Last, White & Motomura, 2007
- Squalus edmundsi White, Last & Stevens, 2007
- Squalus formosus White & Iglésias, 2011
- Squalus grahami White, Last & Stevens, 2007
- Squalus hemipinnis White, Last & Yearsley, 2007
- Squalus nasutus Last, Marshall & White, 2007
- Squalus notocaudatus Last, White & Stevens, 2007
- Squatina albipunctata Last & White, 2008
- Squatina legnota Last & White, 2008
- Squatina pseudocellata Last & White, 2008
- Taeniura lessoni Last, White & Naylor, 2016
- Telatrygon biasa Last, White & Naylor, 2016
- Urogymnus acanthobothrium Last, White & Kyne, 2016

### Knochenfische
- Acyrtus lanthanum Conway, Baldwin & White, 2014
- Giganthias serratospinosus White & Dharmadi, 2012
- Liopropoma randalli Akhilesh, Bineesh & White, 2012
- Lutjanus indicus Allen, White & Erdmann, 2013
- Lutjanus papuensis Allen, White & Erdmann, 2013
- Odontanthias randalli White, 2011
- Paracaesio brevidentata White & Last, 2012
- Pegasus tetrabelos Osterhage, Pogonoski, Appleyard & White, 2016
- Upeneus lombok Uiblein & White, 2015